# نيكول فافيرون
نيكول فافيرون (بالإسبانية: Nicole Faverón)‏ (من مواليد 24 شُباط/فبراير 1988) هي ممثلة وعارضة أزياء بيروفيّة. اشتهرت نيكول فافيرون على المستوى العالمي بعدما تُوٍّجت بلقبِ ملكة جمال بيرو ما مكَّنها من المشاركة في مسابقة ملكة جمال الكون عام 2012.

## الحياة المُبكّرة
وُلدت نيكول فافيرون في مدينة إكيتوس ببيرو وترعرت هناك حيثُ درست في المدارس المحليّة للمدينة؛ ثمّ أكملت دراستها الجامعيّة في علمِ النفس الإكلينيكي في جامعة يو بي سي في ليما قبل أن تتخرَّج كطبيبة نفسانية.

## المسيرة المهنيّة
بحلول عام 2008؛ فازت فافيرون بجائزة «السوبر مودل في بيرو» (بالإسبانية: Super Model of Perú)‏ ومثلت بلدها في مسابقة «السوبر مودل العالميّة» في عام 2009 بدعمٍ وتمويلٍ من عارضو فورد؛ ثم وقَّعت في العام الموالي على عقدٍ معَ ميبلين.
شاركت فافيرون في إقليم لوريتو رُفقة 12 متسابقة أخرى تنافسنَ على لقب ملكة جمال بيرو ثُمَّ عُقدت المسابقة في 25 حزيران/يونيو 2011 في كاياو لتتوَّج باللقب على الرغمِ من احتلالها للمركز الثاني تصنيفيًا. بسببِ إعادة هيكلة المسابقة؛ عُيّنت نيكول فافيرون لتمثيل دولتها بيرو في مسابقة ملكة جمال الكون والتي عُقدت في كانون الثاني/ديسمبر من عام 2012 في لاس فيغاس بالولايات المتحدة الأمريكيّة لكنها لم تُتوَّج باللقبِ هذه المرة.
زادت شهرةُ نيكول فافيرون بعدما ظهرت ولمدةٍ طويلةٍ في برنامج تلفزيون الواقع هذه هي الحَربُ (بالإسبانية: Esto Es Guerra)‏. بحلول عام 2018؛ تزوجت نيكول فافيرون من رجل الأعمال البيروفي جوناس نيتسشاك.